# Penzenhof
Penzenhof ist einer von 14 Ortsteilen der im westlichen Teil der Oberpfalz gelegenen Gemeinde Etzelwang im Landkreis Amberg-Sulzbach.

## Geografie
Der Weiler liegt ein im östlichen Bereich der Hersbrucker Alb, etwa einen Kilometer westsüdwestlich des Ortszentrums von Etzelwang, und liegt auf einer Höhe von 413 m ü. NHN.

## Geschichte

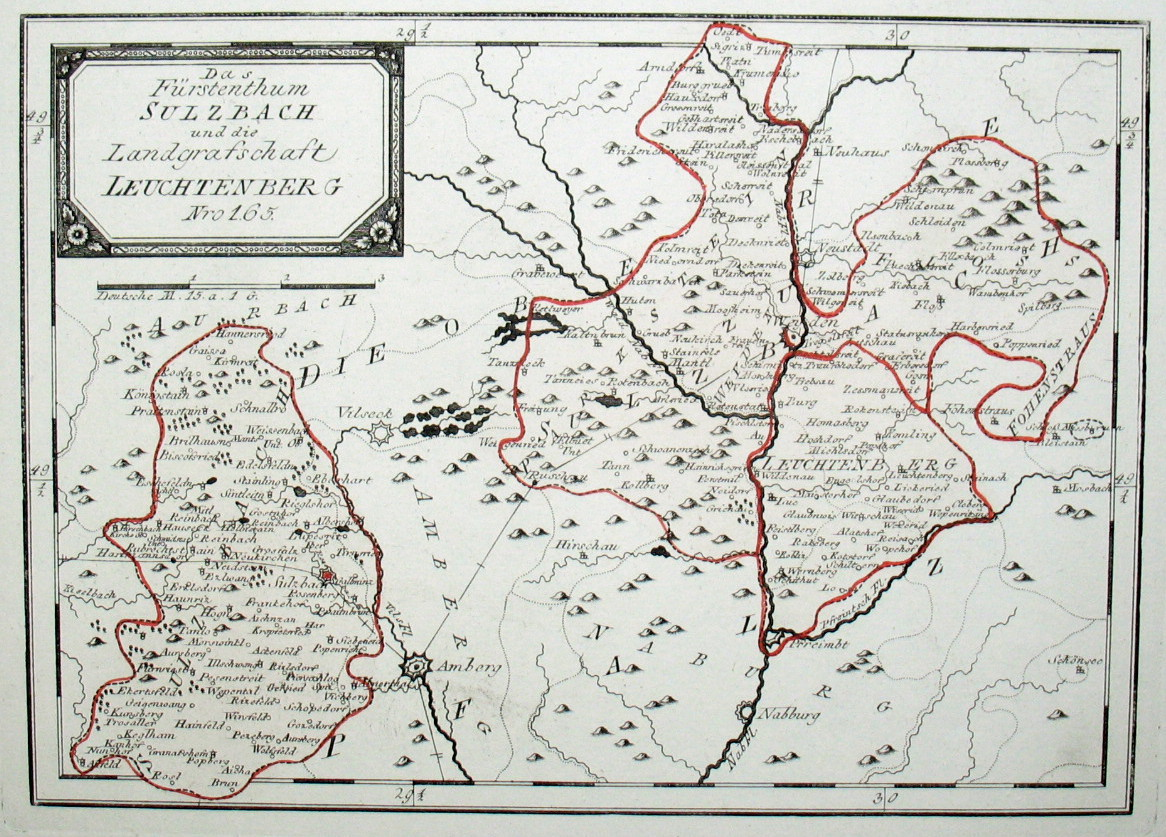
Das Territorium des Fürstentums Sulzbach und der Landgrafschaft Leuchtenberg

Zum Ende des Heiligen Römischen Reichs bildete Penzenhof einen Teil des Hofkastenamtes Sulzbach, das zum wittelsbachischen Herzogtum Sulzbach gehörte. Durch die zu Beginn des 19. Jahrhunderts im Königreich Bayern durchgeführten Verwaltungsreformen wurde Penzenhof mit dem zweiten Gemeindeedikt 1818 zum Bestandteil der eigenständigen Landgemeinde Etzelwang, zu der auch noch die Ortschaften Bürtel, Gerhardsberg, Hauseck, Lehendorf, Lehenhammer, Neutras, Schmidtstadt und Ziegelhütten gehörten. Nur wenig später wurde allerdings 1820/21 die Gemeinde Etzelwang wieder aufgelöst und daraus (mit Ausnahme von Etzelwang und Ziegelhütten) die neue Landgemeinde Schmidtstadt gebildet, die jedoch ihren Gemeindesitz in Lehendorf hatte. Im Zuge der in den 1970er Jahren durchgeführten kommunalen Gebietsreform in Bayern wurde die Gemeinde Schmidtstadt (mit Ausnahme von Bürtel) im Jahr 1978 in die Gemeinde Neidstein eingegliedert, die 1983 entsprechend dem größten Ortsteil in Gemeinde Etzelwang umbenannt wurde. Im Jahr 2017 zählte Penzenhof 25 Einwohner.

## Verkehr
Die Anbindung an das öffentliche Straßennetz wird durch die Kreisstraße AS 38 hergestellt, die aus dem Westsüdwesten von Lehendorf her kommend den Ort durchläuft und in nordöstlicher Richtung nach Etzelwang weiterführt.

## Sehenswürdigkeiten

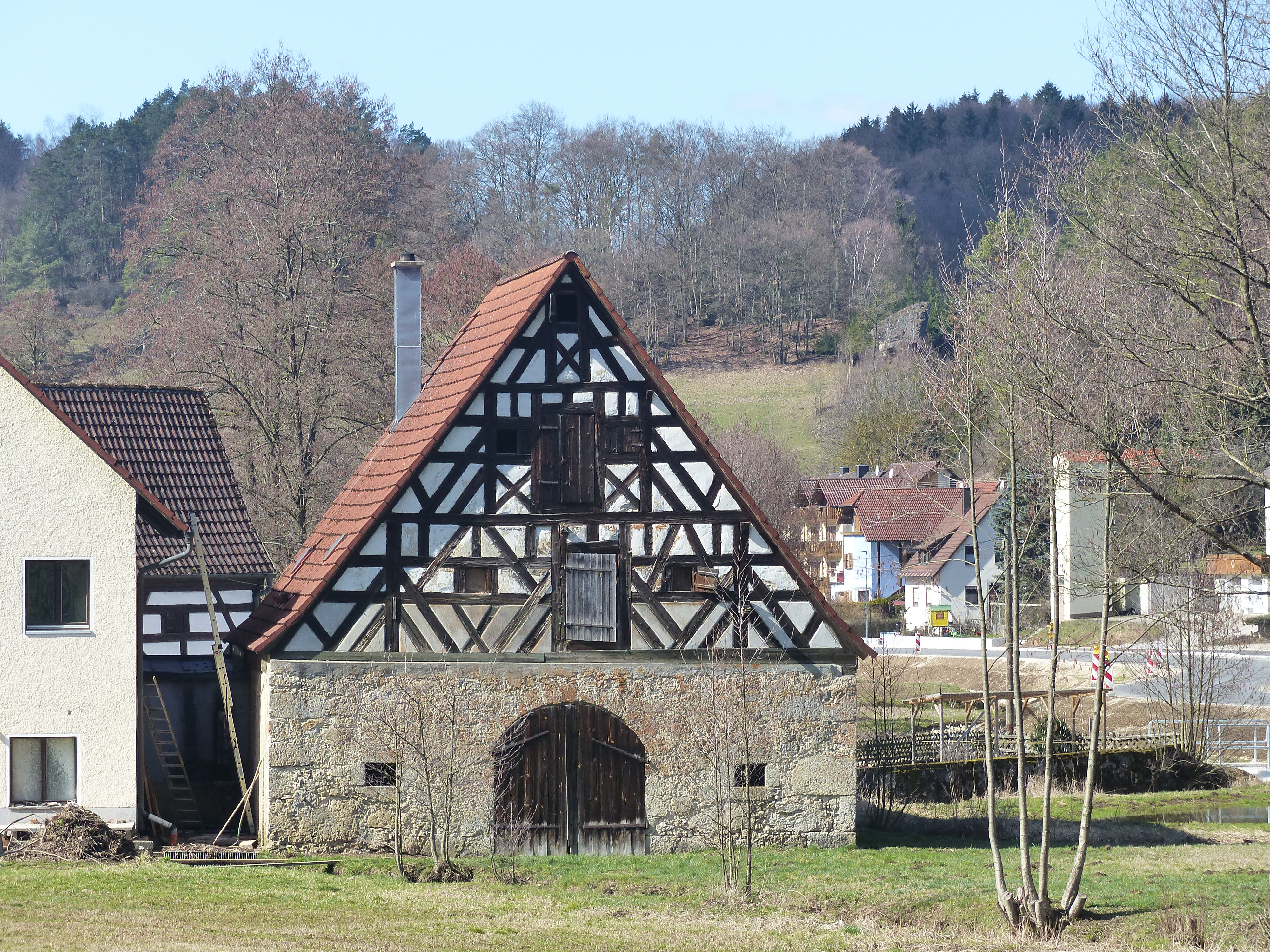
Der aus dem 19. Jahrhundert stammende Stadel des Anwesens Penzenhof 7

In Penzenhof befinden sich zwei denkmalgeschützte Stadel, darunter ein aus der ersten Hälfte des 19. Jahrhunderts eingeschossiger Bruchsteinbau mit Satteldach und Fachwerkgiebel.
Siehe auch: Liste der Baudenkmäler in Penzenhof